# Bistum Chiang Mai
Das Bistum Chiang Mai (lat.: Dioecesis Chiangmaiensis, Thai: สังฆมณฑลเชียงใหม่) ist ein römisch-katholisches Bistum im Norden Thailands.
Das Bistum umfasst eine Fläche von 89.483 km² mit den Provinzen Chiang Mai, Lamphun und Mae Hong Son sowie die Provinz Lampang mit Ausnahme des Amphoe Ngao. Es ist dem Erzbistum Bangkok als Suffraganbistum unterstellt.
Mit einem katholischen Bevölkerungsanteil von 1,7 % ist es die Diözese mit der höchsten Katholikendichte in Thailand (insgesamt sind weniger als 0,5 % der Thailänder katholisch).

## Geschichte
Das Bistum geht auf die Apostolische Präfektur Chieng-Mai zurück, die am 17. November 1959 aus dem Apostolischen Vikariat Bangkok errichtet wurde. Am 18. Dezember 1965 wurde sie zum Bistum erhoben. Am 25. April 2018 gab es Gebiete zur Gründung des Bistums Chiang Rai ab.

## Kathedrale

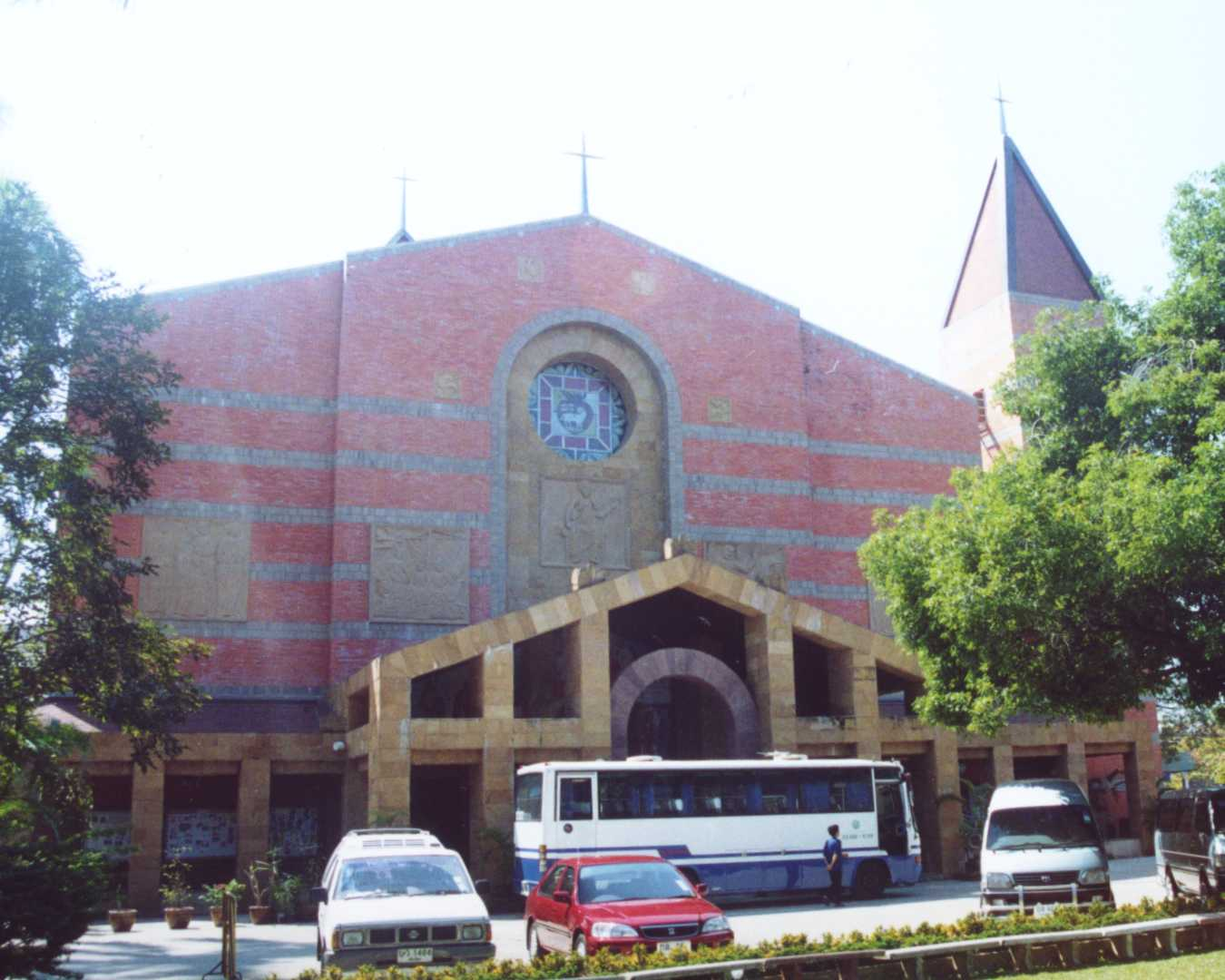
Herz-Jesu-Kathedrale

Die derzeitige Herz-Jesu-Kathedrale in Chiang Mai wurde am 30. Oktober 1999 eingeweiht. Sie ist bereits die dritte Herz-Jesu-Kirche, eine erste wurde 1931 gebaut, die dann kurz vor der Erhebung zum Bistum durch eine gleichnamige neue Kathedrale ersetzt wurde.

## Bischof
- Lucien Bernard Lacoste, zugleich auch Bischof von Dali, 1959–1975
- Robert Ratna Bamrungtrakul, 28. April 1975 – 17. Oktober 1986
- Joseph Sangval Surasarang, 17. Oktober 1986 – 10. Februar 2009
- Francis Xavier Vira Arpondratana, 10. Februar 2009 – 11. Januar 2025, dann Erzbischof von Bangkok
- Sedisvakanz, seit 11. Januar 2025